# Efferia deserti
Efferia deserti är en tvåvingeart som beskrevs av Wilcox 1966. Efferia deserti ingår i släktet Efferia och familjen rovflugor. Inga underarter finns listade i Catalogue of Life.